# Canton de Bourg-Saint-Andéol
Le canton de Bourg-Saint-Andéol est une circonscription électorale française située dans le département de l'Ardèche et la région Auvergne-Rhône-Alpes.
À la suite du redécoupage cantonal de 2014, le nombre de communes du canton reste inchangé même si sa composition a changé.

## Histoire
Le département de l'Ardèche est créé par décret du 16 février 1790 qui divise le royaume en quatre-vingt-trois départements. Il comprend trois districts et trente-six cantons. Le canton de Bourg-Saint-Andéol fait partie du district du Coiron qui comprend lui-même douze cantons. Chaque canton comprend des villes, bourgs, villages et paroisses. Le terme de commune leur est substitué par décret de la Convention nationale du 10 brumaire an II (31 octobre 1793).
La Constitution du 5 fructidor an III, appliquée à partir de vendémiaire an IV (1795) supprime les districts, mais maintient les cantons qui acquièrent dès lors plus d'importance. Une nouvelle organisation du territoire est définie avec la loi du 28 pluviôse an VIII (17 février 1800) qui divise « le territoire européen de la république en départemens et en arrondissemens communaux » (art.1). Le nombre de cantons est très fortement réduit. Du décret du 15 brumaire an X réduisant le nombre de justices de paix (cantons) dans le département de l'Ardèche, pris en application de cette loi, le nombre de cantons passe de 36 à 31. Le canton de Bourg-Saint-Andéol fait partie de l'arrondissement de Privas et compte alors neuf communes.
Le territoire du canton reste inchangé jusqu'en 2015 à la suite du nouveau découpage territorial entrée en vigueur à l'occasion des élections départementales de mars 2015, défini par le décret du 13 février 2014, en application des lois du 17 mai 2013 (loi organique 2013-402 et loi 2013-403). Les conseillers départementaux sont, à compter de ces élections, élus au scrutin majoritaire binominal mixte. Les électeurs de chaque canton élisent au Conseil départemental, nouvelle appellation du Conseil général, deux membres de sexe différent, qui se présentent en binôme de candidats. Les conseillers départementaux sont élus pour six ans au scrutin binominal majoritaire à deux tours, l'accès au second tour nécessitant 12,5 % des inscrits au premier tour. En outre la totalité des conseillers départementaux est renouvelée. Ce nouveau mode de scrutin nécessite un redécoupage des cantons dont le nombre est divisé par deux avec arrondi à l'unité impaire supérieure si ce nombre n'est pas entier impair, assorti de conditions de seuils minimaux. En Ardèche, le nombre de cantons passe ainsi de 43 à 23.
Le nouveau canton de Bourg-Saint-Andéol est formé du même nombre de communes qu'en 1801, la commune de Viviers se substituant à Saint-Remèze dans la nouvelle composition. Le bureau centralisateur est situé à Bourg-Saint-Andéol.

## Géographie
Ce canton est organisé autour de Bourg-Saint-Andéol dans l'arrondissement de Privas. Son altitude varie de 38 mètres à Saint-Just-d'Ardèche jusqu'à 732 mètres à Gras, pour une altitude moyenne de 212 mètres.

## Représentation

### Conseillers généraux de 1833 à 2015
| Période | Période          | Identité                                        | Étiquette      | Qualité |
| ------- | ---------------- | ----------------------------------------------- | -------------- | --- |
| 1833    | 1839             | Marquis Alexandre Pierres de Bernis (1777-1845) | Extrême droite | Propriétaire Maire de Saint-Marcel-d'Ardèche Député de la Lozère (1827-1831) |
| 1839    | 1848             | Louis Pellier                                   |                | Propriétaire à Bourg-Saint-Andéol, conseiller d'arrondissement |
| 1848    | 1854             | Casimir Faure                                   |                | Notaire à Bourg-Saint-Andéol |
| 1854    | 1857             | Albéric Charles, Marquis de Bernis (1813-1881)  |                | Propriétaire à Saint-Marcel-d'Ardèche |
| 1857    | 1871             | Etienne Henri Giraud                            |                | Maire de Bourg-Saint-Andéol (1852-1870) |
| 1871    | 1874             | Jean Alphonse Astier                            |                | Banquier - Maire de Bourg-Saint-Andéol (1870-1874) |
| 1874    | 1879 (démission) | Louis Auguste Broët                             | Centre droit   | Journaliste Secrétaire général de la Compagnie du PLM Député (1871-1876) |
| 1879    | 1886             | André-Cyrille Armand du Marchais                | Républicain    | Propriétaire Maire de Saint-Montan |
| 1886    | 1922             | Julien Rigaud                                   | Rad.           | Receveur des Finances Industriel, Président du Conseil d'Administration et Directeur de la Société franco-russe de Krasnogorowska Propriétaire à Bourg-Saint-Andéol, suppléant du juge de paix |
| 1922    | 1928             | Joseph Marqueyrol                               |                | Docteur en médecine |
| 1928    | 1940             | Julien Roman                                    | Rad.           | Propriétaire Maire de Saint-Martin-d'Ardèche, conseiller d'arrondissement |
|         |                  |                                                 |                | |
| 1942    | 1945             | Marc Pradelle                                   |                | Maire de Bourg-Saint-Andéol Nommé conseiller départemental en 1942 |
|         |                  |                                                 |                | |
| 1945    | 1956             | Julien Roman                                    | Rad.           | Propriétaire Maire de Saint-Martin-d'Ardèche |
| 1956    | 1964             | Pierre Piéri                                    | DVG puis UNR   | Commerçant Maire de Bourg-Saint-Andéol (1947-1971) |
| 1964    | 1970             | Jean-Claude Daudel (1930-2018)                  | RI             | Médecin à Bourg-Saint-Andéol |
| 1970    | 1976             | Gilbert Maurel                                  | UDR            | Membre de cabinet ministériel Maire de Bourg-Saint-Andéol (1971-1977) |
| 1976    | 1982             | Louis Rouvière                                  | DVG puis UDF   | Retraité |
| 1982    | 1994             | Max Carrière                                    | PS             | Pharmacien Maire de Saint-Just-d'Ardèche (1977-2004) |
| 1994    | 2015             | Pascal Terrasse                                 | PS             | Ancien directeur de maison de retraite Député (1997-2017) Président du Conseil général (2006-2012) Ancien conseiller municipal de Saint-Remèze puis de Bourg-Saint-Andéol                      |

Depuis début 2003, les neuf communes du canton de Bourg-Saint-Andéol se sont constituées, avec la commune contiguë de Viviers, en communauté de communes sous l'appellation "Du Rhône aux Gorges de l'Ardèche". Le président en est Max Carrière (ancien maire de Saint-Just-d'Ardèche, ancien président du SIVOM local).

### Conseillers d'arrondissement (de 1833 à 1940)
| Période                                  | Période | Identité                                         | Étiquette                | Qualité |
| ---------------------------------------- | ------- | ------------------------------------------------ | ------------------------ | --- |
| 1833                                     | 1839    | Louis Pellier                                    |                          | Propriétaire à Bourg-Saint-Andéol                                                                           |
| 1939                                     | 1845    | Jean-Baptiste Fabry                              |                          | Médecin à Bourg-Saint-Andéol                                                                                |
| 1845                                     | 1848    | Étienne Hippolyte Adolphe de Servier (1810-1906) |                          | Juge de paix de Bourg-Saint-Andéol                                                                          |
|                                          |         |                                                  |                          | |
| 1901                                     | 1907    | Édouard-Mathieu Rambaud (1844-1907)              | Républicain              | Viticulteur, négociant, tonnelier, maire de Bourg-Saint-Andéol                                              |
| 1907                                     | 1919    | Étienne-Andéol Delauzun                          | Républicain opportuniste | Négociant, Premier adjoint au maire de Bourg-Saint-Andéol                                                   |
| 1919                                     | 1925    | Louis Bon                                        | Républicain              | Magistrat                                                                                                   |
| 1925                                     | 1928    | Julien Roman                                     | Radical                  | Agriculteur, maire de Saint-Martin-d'Ardèche                                                                |
| 1928                                     | 1937    | Lucien Reynaud                                   | Radical                  | Maire de Bourg-Saint-Andéol                                                                                 |
| 1937                                     | 1940    | Frédéric Jauras (1883-1973)                      | Radical                  | Ingénieur à Bourg-Saint-Andéol, ancien mécanicien sous-marinier                                             |
| 1940                                     |         |                                                  |                          | Les conseils d'arrondissement ont été suspendus par la loi du 12 octobre 1940 et n'ont jamais été réactivés |
| Les données manquantes sont à compléter. |         |                                                  |                          | |

### Conseillers départementaux à partir de 2015
| Période élective | Période élective | Mandat   | Mandat                | Identité         | Nuance | Nuance | Qualité                                               |
| ---------------- | ---------------- | -------- | --------------------- | ---------------- | ------ | ------ | ----------------------------------------------------- |
| 2015             | 2021             | 2015     | 2021                  | Christine Malfoy |        | PS     | Ingénieur Maire de Saint-Martin-d'Ardèche (2014-2020) |
| 2015             | 2021             | 2015     | 2021                  | Pascal Terrasse  |        | PS     | Directeur de maison de retraite Député (1997-2017)    |
| 2021             | 2028             | 2021     | en cours              | Christine Malfoy |        | PS     | Conseillère sortante                                  |
| 2021             | 2028             | 2021     | Déc. 2024 (démission) | Pascal Terrasse  |        | DVG    | Conseiller sortant                                    |
| 2021             | 2028             | Déc.2024 | en cours              | Bernard Chazaut  |        | DVG    | Directeur d'école, maire de Larnas                    |

#### Élections de mars 2015
À l'issue du premier tour des élections départementales de 2015, deux binômes sont en ballottage : Christine Malfoy et Pascal Terrasse (PS, 40,72 %) et Olivier Dutreil et Céline Porquet (FN, 29,21 %). Le taux de participation est de 55,6 % (8 053 votants sur 14 483 inscrits) contre 55,97 % au niveau départemental et 50,17 % au niveau national.
Au second tour, Christine Malfoy et Pascal Terrasse (PS) sont élus avec 60,1 % des suffrages exprimés et un taux de participation de 57,31 % (4 609 voix pour 8 300 votants et 14 482 inscrits).

#### Élections de juin 2021
Le premier tour des élections départementales de 2021 est marqué par un très faible taux de participation (33,26 % au niveau national). Dans le canton de Bourg-Saint-Andéol, ce taux de participation est de 36,8 % (5 272 votants sur 14 327 inscrits) contre 37,36 % au niveau départemental. À l'issue de ce premier tour, deux binômes sont en ballottage : Christine Malfoy et Pascal Terrasse (DVG, 39,44 %) et Laetitia Bayle et Jérôme Laurent (Divers, 25,79 %).
Le second tour des élections est marqué une nouvelle fois par une abstention massive équivalente au premier tour. Les taux de participation sont de 34,3 % au niveau national, 40,7 % dans le département et 37,71 % dans le canton de Bourg-Saint-Andéol. Christine Malfoy et Pascal Terrasse (DVG) sont élus avec 54,67 % des suffrages exprimés (2 736 voix pour 5 404 votants et 14 330 inscrits),,.
Pascal Terrasse est membre de la Fédération progressiste (FP) depuis avril 2022.

## Composition

### Composition avant 2015

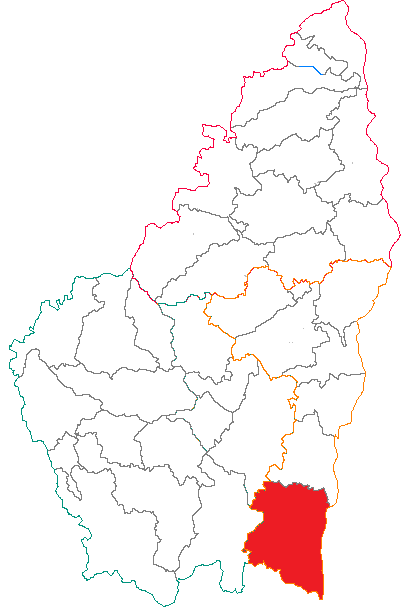
Situation du canton de Bourg-Saint-Andéol dans le département de l'Ardèche avant 2015.
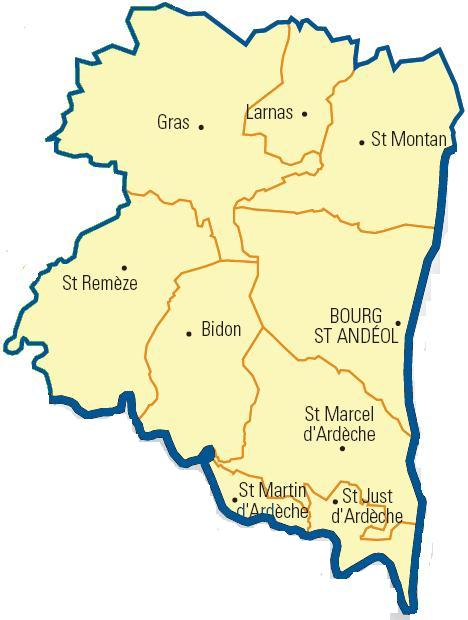
Carte du canton avant 2015

Le canton de Bourg-Saint-Andéol regroupait neuf communes.
| Nom                            | Code Insee | Codepostal | Superficie (km2) | Population (dernière pop. légale) | Densité (hab./km2) |
| ------------------------------ | ---------- | ---------- | ---------------- | --------------------------------- | ------------------ |
| Bourg-Saint-Andéol (chef-lieu) | 07042      | 07700      | 43,74            | 7 203 (2012)                      | 165                |
| Bidon                          | 07034      | 07700      | 28,93            | 232 (2012)                        | 8                  |
| Gras                           | 07099      | 07700      | 56,68            | 600 (2012)                        | 11                 |
| Larnas                         | 07133      | 07220      | 13,50            | 195 (2012)                        | 14                 |
| Saint-Just-d'Ardèche           | 07259      | 07700      | 10,44            | 1 677 (2012)                      | 161                |
| Saint-Marcel-d'Ardèche         | 07264      | 07700      | 36,12            | 2 407 (2012)                      | 67                 |
| Saint-Martin-d'Ardèche         | 07268      | 07700      | 5,53             | 942 (2012)                        | 170                |
| Saint-Montan                   | 07279      | 07220      | 33,18            | 1 837 (2012)                      | 55                 |
| Saint-Remèze                   | 07291      | 07700      | 42,69            | 916 (2012)                        | 21                 |

### Composition depuis 2015
Depuis le redécoupage cantonal de 2014, le nouveau canton de Bourg-Saint-Andéol est composé de neuf communes.
| Nom                                        | Code Insee | Intercommunalité                    | Superficie (km2) | Population (dernière pop. légale) | Densité (hab./km2) | Modifier                                    |
| ------------------------------------------ | ---------- | ----------------------------------- | ---------------- | --------------------------------- | ------------------ | ------------------------------------------- |
| Bourg-Saint-Andéol (bureau centralisateur) | 07042      | CC Du Rhône aux Gorges de l'Ardèche | 43,74            | 7 506 (2022)                      | 172                | modifier les données · modifier les données |
| Bidon                                      | 07034      | CC Du Rhône aux Gorges de l'Ardèche | 28,93            | 256 (2022)                        | 8,8                | modifier les données · modifier les données |
| Gras                                       | 07099      | CC Du Rhône aux Gorges de l'Ardèche | 56,68            | 588 (2022)                        | 10                 | modifier les données · modifier les données |
| Larnas                                     | 07133      | CC Du Rhône aux Gorges de l'Ardèche | 13,50            | 272 (2022)                        | 20                 | modifier les données · modifier les données |
| Saint-Just-d'Ardèche                       | 07259      | CC Du Rhône aux Gorges de l'Ardèche | 10,44            | 1 611 (2022)                      | 154                | modifier les données · modifier les données |
| Saint-Marcel-d'Ardèche                     | 07264      | CC Du Rhône aux Gorges de l'Ardèche | 36,12            | 2 357 (2022)                      | 65                 | modifier les données · modifier les données |
| Saint-Martin-d'Ardèche                     | 07268      | CC Du Rhône aux Gorges de l'Ardèche | 5,53             | 941 (2022)                        | 170                | modifier les données · modifier les données |
| Saint-Montan                               | 07279      | CC Du Rhône aux Gorges de l'Ardèche | 33,18            | 1 955 (2022)                      | 59                 | modifier les données · modifier les données |
| Viviers                                    | 07346      | CC Du Rhône aux Gorges de l'Ardèche | 34,15            | 3 659 (2022)                      | 107                | modifier les données · modifier les données |
| Canton de Bourg-Saint-Andéol               | 0705       |                                     | 262,27           | 19 145 (2022)                     | 73                 | modifier les données                        |

## Démographie

### Démographie avant 2015
| 1962  | 1968   | 1975   | 1982   | 1990   | 1999   | 2006   | 2011   | 2012   |
| ----- | ------ | ------ | ------ | ------ | ------ | ------ | ------ | ------ |
| 8 214 | 10 906 | 10 687 | 12 129 | 13 308 | 14 173 | 15 164 | 15 868 | 16 009 |

### Démographie depuis 2015
En 2022, le canton comptait 19 145 habitants, en évolution de +1 % par rapport à 2016 (Ardèche : +2,48 %, France hors Mayotte : +2,11 %).
| 2013   | 2018   | 2022   |
| ------ | ------ | ------ |
| 19 068 | 18 914 | 19 145 |